# Социалистическая народная партия (Норвегия)
Социалистическая народная партия (норв. Sosialistisk Folkeparti, SF) — норвежская левая социалистическая политическая партия, существовавшая в 1961—1976 годах. Была создана в результате откола от Норвежской рабочей партии и послужила основой для создания Социалистической левой партии.

## История
СНП была образована в 1961 году левыми социалистами (фракция «Ориентеринг», выпускавшая одноимённую газету), резко выступавшими против членства в НАТО и разошедшимися с руководством социал-демократической Норвежской рабочей партии по этому и другим принципиальным вопросам внешней политики. К 1969 году партия вошла в конфликт с молодёжным крылом — Социалистической молодёжной лигой (норв. Sosialistisk Ungdomsforbund, SUF), которая перешла на позиции революционного марксизма и заняла маоистскую ориентацию. Приняв название Социалистическая молодёжная лига (марксистско-ленинская), она инициировала создание Рабочей коммунистической партии (марксистско-ленинской).
В 1969 году Социалистическая народная партия, потерявшая на выборах в Стортинг все свои места в парламенте, выступила за создание избирательного блока левых сил. В переговорах об образовании Социалистического избирательного союза (норв. Sosialistisk Valgforbund) помимо народных социалистов приняли участие коммунисты, представители Демократической социалистической партии и примкнувшие к ним независимые социалисты, в том числе из Информационного комитета Движения трудящихся против членства Норвегии в Европейском сообществе. Переговоры длились 16 дней, но закончились успешно. 
Несмотря на скептицизм многих политиков и экспертов, предрекавших левосоциалистической коалиции быстрый развал из-за внутренних противоречий, в 1973 году Социалистический избирательный союз смог получить на выборах 11,2 % голосов и 16 мандатов из 155. Одновременно более радикальный Красный избирательный альянс, образованный вокруг маоистов из РКЛ (м-л), получил лишь 0,4 %. Успешное выступление Социалистической избирательной лиги на выборах привело к появлению идеи создания единой левосоциалистической партии, которая (в лице Социалистической левой партии) и была образована в 1975 году.
Создание Социалистической левой партии не обошлось без трудностей. Самой большой проблемой стало нежелание коммунистов принять решение о самороспуске и вливаться в новую организацию, так как это, по их мнению, могло привести к смерти революционного движения. Остальные участники коалиции проголосовали за создание единой партии, к ним присоединилась и группа членов компартии, включая её председателя Рейдара Ларсена.